# El museo de Margaret
El museo de Margaret, cuyo título original es Margaret's Museum (en inglés), es una película de 1995, coproducción de Gran Bretaña y Canadá dirigida por Mort Ransen.

## Reparto
- Helena Bonham Carter.
- Clive Russell.
- Craig Olejnik.
- Kate Nelligan.
- Kenneth Welsh.
- Andrea Morris.
- Peter Boretski.
- Barrie Dunn.
- Norma Dell'Agnese.
- Glenn Wadman.
- Elizabeth Richardson.
- Ida Donovan.
- Gordon Joe.
- Wayne Reynolds.
- Murdoch MacDonald.

## Sinopsis
Margaret MacNeil, una marginal que vive en un pueblo de mineros en Nueva Escocia, en el límite de la civilización. Margaret cosechó durante su vida su odio a las minas, las cuales mataron a su padre y a su hermano y amargaron para siempre la vida de su madre. Pero la vida de Margaret se transforma cuando se enamora de Neil, un corpulento y alcohólico minero. Sin embargo el destino de la familia seguirá siendo trágico, y ella finalmente inicia un camino individual, al borde de la locura pero logrando su redención personal.